# Katia Bassanini
Katia Bassanini (* 24. November 1969 in Lugano; † 20. Juli 2010 in Bellinzona) war eine Schweizer Künstlerin. Ihr Werk umfasst neben der Malerei und Zeichnung ebenso das Objekt und die Installation wie auch die Performance, Video und Fotografie.

## Leben
Katia Bassanini schloss die Ausbildung zur Schaufensterdekorateurin im Centro scolastico per le industrie artistiche (CSIA) in Lugano 1989 mit dem Diplom ab. 1991 erwarb sie ein Diplom in Bühnendesign an der École du décor de théâtre in Genf. 1993 und 1995 nahm sie an der Internationalen Sommerakademie für Bildende Kunst Salzburg (1993 mit Nancy Spero, 1995 mit Dick Higgins) teil. 1996 schloss sie eine Ausbildung an der École supérieure d’art visuel (ESAV) in Genf mit einem Diplom in den bildenden Künsten ab.
Katia Bassanini präsentierte ihr Werk mehrmals in der Schweiz im Rahmen von Einzelausstellungen, unter anderem im Kunsthaus Zug und im Centre d’art contemporain in Genf im Jahr 2000, im CACTicino Centro d’Arte Contemporanea in Bellinzona 2001 und 2004 sowie im Centre Pasquart in Biel 2002. 2008 gewann sie den Preis actual fears am Neuchâtel International Fantastic Film Festival (NIFF).
Sie lebte ab 2001 mit ihrem Mann, dem Musiker Tom Curiano, in New York. Verkaufen konnte sie ihre Werke v. a. in Europa, so in der Schweiz und in Italien. Im Alter von 42 Jahren starb sie an Krebs. Im Januar 2012 fand eine Veranstaltung als Hommage an Katia Bassanini im Laboratorio Kunsthalle Lugano statt.

## Würdigungen und Auszeichnungen
Zu ihrer Ausstellung 2006 im Luzerner o.T. Raum für aktuelle Kunst hiess es auf der Ausstellungswebsite: «Hervorgetreten ist die in New York lebende Schweizer Künstlerin Katia Bassanini in den letzten Jahren mit Videos und Performances, in denen sie die Traditionen der ‹Commedia dell’arte› genauso heraufbeschwört wie Slapstick-Szenerien, wie man sie von den amerikanischen Stummfilmen her bestens kennt.»
Die Kunstvermittlerin Esther Maria Jungo schrieb zum Werk von Katia Bassanini: «Vertieft man sich in ihre Bilderwelt, die sich dem Menschen, seinem Umfeld und seinem Dasein widmet, so taucht man ein in eine theatralische und absurde Existenz der conditio humana, die Bassanini mit sarkastischem Humor behandelt; Zerspaltenes, Zerbrochenes, Zersplittertes, aber auch Fragmente verweisen auf einen Zustand der Welt, die schon lange nicht mehr in sich geschlossen und einheitlich erlebt wird. New York war die Wahlheimat der jungen Tessinerin, die mit dem unerschrockenen Blick der Satirikerin in der Tradition der Commedia dell’Arte die Auswüchse unserer globalen Gegenwart festhält und dabei die Position der Frauen im Wettstreit um die Macht des Männlichen nicht selten in possenhafter Weise charakterisiert. Weder Lösungen oder Auflösungen der quälenden Situationen werden präsentiert. Unlösbare Spannungen beherrschen das Feld.»

### Preise
- 2000, 2003 und 2005: Swiss Art Awards[5]
- 2003: Che c’è di nuovo? La scena artistica contemporanea in Ticino, Museo Cantonale d’Arte, Lugano[6]

## Kataloge
- Katia Bassanini. Zur Ausstellung Katja Bassanini im Kunsthaus Zug (9. Juni bis 20. August 2000), Schweizerischer Kunstverein, Zürich; Kunsthaus, Zug 2000, ISBN 978-3-85602-004-0.
- KB Katia Bassanini. Hrsg. von MACT/CACT Bellinzona; Texte: Geneviève Loup, Roberto Pinto. Neos, Genua 2003, ISBN 88-87262-29-2.